# Орден Святого благоверного царевича Димитрия
Орден Благоверного царевича Димитрия Угличского и Московского — награда Русской православной церкви за выдающиеся заслуги в деле попечения и защиты детей, оказавшихся в сложной жизненной ситуации.

## История ордена
Орден был учреждён 29 сентября 1997 г. по решению Святейшего Патриарха Московского и всея Руси Алексия II совместно с Российским Детским Фондом.
Среди деятелей, заботящихся о больных и несчастных детях, этим орденом отмечены:
- Р. К. Скрынникова — председатель правления Волгоградского отделения РДФ, создатель медицинского центра «Нежность» для детей-инвалидов
- Л. С. Горелышева — прачка, проработавшая 42 года в детском доме г. Суздаля.
- Тамара Симон (Швейцария) — православная благотворительница, пожертвовала 100 тысяч долларов на помощь детям-инвалидам. [1]
- Президент фонда «SOS Children's Villages International» Хельмут Кутин

Также обладателями ордена стали:
- город Углич
- семейный детский дом М. В. и Т. В. Сорокиных из Ростовской области
- храм царевича Димитрия при Первой Градской больнице г. Москвы

27 декабря 2023 года в патриаршей и синодальной резиденции в Даниловом монастыре в Москве под руководством патриарха Кирилла прошло заседание Священного синода РПЦ. На нём было внесено изменение в Положение о наградах РПЦ. В соответствии с ним был упразднён орден благоверного царевича Димитрия в качестве общецерковной награды.

## Статут ордена
Орденом награждаются лица за выдающиеся заслуги в деле попечения и защиты детей, оказавшихся в трудной жизненной ситуации. К ним в первую очередь относятся инвалиды, сироты и беспризорники.
Орденом могут награждаться как отдельные лица, так и организации: детские дома, больницы, приюты, воспитательные учреждения, семейные детские дома.
Орден Благоверного царевича Димитрия имеет одну степень.
Кроме знака ордена, во время награждения вручается грамота. 

## Описание ордена
Знак ордена представляет собой позолоченный латунный крест с ветвями в виде лилии, покрытые эмалью белого цвета. В центре креста размещается круглый медальон с поясным изображением царевича Димитрия, выполненный в технике ростовской финифти. В правой руке Димитрий держит восьмиконечный крест. Вокруг медальона размещается поясок из эмали рубинового цвета, на которой позолоченными буквами написано: «ЗА ДЕЛА МИЛОСЕРДИЯ». Между ветвями креста размещены позолоченные лучи, украшенные 8 стразами красного цвета, диаметром по 4 мм.
Размеры ордена: 54×54×15 мм
Знак ордена прикрепляется при помощи булавки и носится на левой стороне груди.